# Комуністична партія Таджикистану
Комуністична партія Таджикистану (тадж. Ҳизби коммунистии Тоҷикистон) — комуністична партія, до 1991 року відділення Комуністичної партії Радянського Союзу (КПРС) на території Таджицької Радянської Соціалістичної Республіки (Таджицької РСР), правляча і єдина легальна партія в цій республіці з 25 листопада 1929 року аж до вересня 1991 року. Найстаріша з нині офіційно зареєстрованих в Таджикистані партій. Одна з п'яти партій, представлених в Маджлісі Олі Республіки Таджикистан.

### Історія
Перші соціал-демократичні групи виникли на території сучасного Таджикистану під час першої російської революції 1905—1907 років. Наприкінці 1917 — на початку 1918 року були створені більшовицькі організації в Ходженті, Ура-Тюбе, Пенджикенті, Шурабі, на нафтопромислах «САНТО» та інших місцях. Після окупації Червоною армією Бухарського ханства та встановлення радянської влади (1920) була створена Бухарська комуністична партія, яка в 1922 році увійшла до складу РКП(б) .
У зв'язку з «національно-державним розмежуванням радянських республік Середньої Азії» Політбюро ЦК РКП(б) 12 червня 1924 р. ухвалило постанову про реорганізацію Комуністичних партій Туркестану, Бухари та Хорезма. 6 грудня 1924 року утворено Оргбюро ЦК КП(б) Узбекистану в Таджицькій АРСР. На нього покладалося завдання оформлення партійної організації республіки та керівництво її діяльністю до скликання Таджицької обласної партконференції. 21—27 жовтня 1927 року відбулася 1 Таджицька обласна партійна конференція, яка підбила підсумки діяльності партійної організації та обрала Таджицький обласний комітет КП(б) Узбекистану. У зв'язку з адміністративними перетвореннями у вересні 1929 р. до Таджицької обласної влилася Ходжентська окружна партійна організація.
25 листопада 1929 року рішенням Політбюро ЦК ВКП(б) Таджицька обласна організація КП(б) Узбекистану була перетворена на Комуністичну партію (більшовиків) Таджикистану, що складалася з 7 окружних партійних організацій (Сталінабадської, Гармської, Кулябської, Курган-Тюбинської, Ура-Тюбинської, Пенджикентської, Ходжентської) та парторганізації Горно-Бадахшанської автономної області. 6-15 червня 1930 року в Сталінабаді відбувся 1-й установчий з'їзд КП(б) Таджикистану, який оформив її створення та обрав керівні органи.
Комуністична партія Таджикистану стала другою республіканською комуністичною партією СРСР (поряд з Комуністичною партією Білорусії), яка не була розпущена в 1991 році. У вересні 1991 року надзвичайний з'їзд партії прийняв новий статут (на основі марксизму-ленінізму та пролетарського інтернаціоналізму), нову програму і проголосував за перейменування КПТ на Соціалістичну партію Таджикистану. 2 жовтня 1991 року Верховна Рада Таджикистану призупинила діяльність Комуністичної партії Таджикистану. Проте вже в грудні 1991 року заборону з діяльності КПТ було знято.
Під час громадянської війни в Таджикистані партія підтримувала уряд Республіки Таджикистан у боротьбі з опозицією та прихильниками радикального ісламу. У пострадянський час колишні члени КПТ залишали лави партії з різних причин, багато хто продовжив свою кар'єру в лавах правлячої лівоцентристської Народно-демократичної партії (НДПТ), яка підтримує чинного президента Емомалі Рахмона. Через втрату повної самостійності, а також фактичного розколу ідей усередині членів партії, Комуністична партія Таджикистану, починаючи з 2000-х років, втратила більшість свого електорату, дискредитувавши себе як політична сила. Нині електорат партії становлять переважно люди пенсійного віку, які залишаються до кінця вірними ідеям комунізму та марксизму-ленінізму.

### Участь у парламентських виборах у Таджикистані
- На виборах 1995 року партія отримала 60 місць у Маджлісі Олі зі 181 (більше отримали лише незалежні кандидати).
- На виборах 2000 року партія отримала 13 місць із 63 (20,45 % голосів) і посіла 2 місце.
- На виборах 2005 року партія отримала 4 місця з 63 (20,63% голосів) та посіла 2 місце.
- На виборах 2010 року партія отримала 2 місця з 63 (7,22% голосів) та посіла 3 місце.
- На виборах 2015 року партія набрала 2,3% голосів (не здолала 5% бар'єр). Два представники Комуністичної партії пройшли в Маджлісі Олі одномандатними округами.
- На виборах 2020 року партія набрала 5,3% голосів. Два представники Комуністичної партії пройшли в Маджлісі Олі.

### Перші секретарі ЦК КП Таджикистану
- 10 лютого 1929 — 1 лютого 1930 — Ширіншо Шотемор
- 1 лютого 1930 — 25 грудня 1933 — Гусейнов Мірза Давуд Багір-огли
- 25 грудня 1933 — 3 січня 1935 — Бройдо Григорій Ісаакович
- 3 січня 1935 — 16 січня 1937 — Шадунц Сурен Костянтинович
- 16 січня 1937 — 4 жовтня 1937 — Ашуров Урунбай Ашурович
- 4 жовтня 1937 — 5 червня 1946 — Протопопов Дмитро Захарович
- 5 червня 1946 — 24 травня 1956 — Гафуров Бободжан Гафурович
- 24 травня 1956 — 12 квітня 1961 — Ульджабаєв Турсунбай Ульджабайович
- 12 квітня 1961 — 4 квітня 1982 — Расулов Джабар Расулович
- 20 квітня 1982 — 14 грудня 1985 — Набієв Рахмон Набійович
- 14 грудня 1985 — 4 вересня 1991 — Махкамов Кахар Махкамович
- 4 вересня 1991 — 2 липня 2016 — Шабдолов Шоді Давлятович
- 2 липня 2016 — 17 грудня 2016 — Талбаков Ісмоїл Іброхімович
- 17 грудня 2016 — 22 квітня 2017 — Насімов Мірзоазім (в.о.)
- 22 квітня 2017 — Абдуллоєв Міродж Санонович

### Другі секретарі ЦК КП Таджикистану
- лютий 1930 — 10 липня 1932 — Ширіншо Шотемор
- 10 липня 1932 — 3 січня 1935 — Ісмаїлов Ібрагім
- 3 січня 1935 — 20 серпня 1936 — Ашуров Урунбай Ашурович
- 20 серпня 1936 — лютий 1937 — Абдуллаєв Сайфулло
- лютий 1937 — 4 жовтня 1937 — Фролов Олександр Йосипович
- 4 жовтня 1937 — червень 1938 — Іскандаров Джурабек
- червень 1938 — 20 березня 1941 — Ашуров Негмат
- 20 березня 1941 — 17 січня 1945 — Ісаєв Таджитдін
- 17 січня 1945 — 5 червня 1946 — Гафуров Бободжан Гафурович
- 5 червня 1946 — 15 листопада 1950 — Шилкін Михайло Сергійович
- 15 листопада 1950 — серпень 1951 — Харитонов Анатолій Олександрович
- 23 вересня 1952 — 12 квітня 1961 — Обносов Петро Степанович
- 12 квітня 1961 — 21 жовтня 1970 — Коваль Іван Григорович
- 30 жовтня 1970 — 24 травня 1975 — Шитов Олександр Іванович
- 24 травня 1975 — 30 січня 1984 — Полукаров Юрій Іванович
- 30 січня 1984 — 25 січня 1986 — Бєлов Юрій Павлович
- 25 січня 1986 — 6 грудня 1989 — Лучинський Петро Кирилович
- 6 грудня 1989 — 20 серпня 1990 — Веселков Геннадій Гаврилович
- 20 серпня 1990 — вересень 1991 — Тургунов Євген Ілліч

### Секретарі ЦК КП Таджикистану
- 1931 — 1932 — Ішанов Хамітдін Гіясович
- квітень 1932 — 10 липня 1932 — Абдуллаєв Сайфулло (із постачання)
- 10 липня 1932 — 7 січня 1934 — Михайлов Михайло Васильович (3-й секретар)
- жовтень 1937 — травень 1938 — Джалілов Раджаб Алі (3-й секретар)
- 15 червня 1938 — 23 вересня 1939 — Ісаєв Таджитдін (3-й секретар)
- 23 вересня 1939 — 20 березня 1941 — Ісаєв Таджитдін (із пропаганди та агітації)
- 23 вересня 1939 — 5 червня 1946 — Шилкін Михайло Сергійович (із кадрів)
- 17 березня 1940 — 13 травня 1942 — Абдуллаєв Пулат (3-й секретар)
- 20 березня 1941 — 17 січня 1945 — Гафуров Бободжан Гафурович (із пропаганди та агітації)
- 20 березня 1941 — 22 листопада 1941 — Кузнецов Андрій Олександрович (із промисловості)
- 20 березня 1941 — 1943 — Гадолієв Курбаншо (із вугільної та нафтової промисловості)
- 20 березня 1941 — 1943 — Сайко Віктор Антонович (із транспорту)
- 1941 — 1943 — Аронов Василь Петрович (із торгівлі та громадського харчування)
- 22 листопада 1941 — 13 травня 1942 — Ашуров Негмат (із промисловості та транспорту)
- 13 травня 1942 — 1943 — Кульков Костянтин Григорович (із промисловості та транспорту)
- 13 травня 1942 — 31 травня 1945 — Ашуров Негмат (3-й секретар)
- 10 березня 1943 — 1943 — Обносов Петро Степанович (із тваринництва)
- 17 січня 1945 — 23 вересня 1952 — Пулатов Таїр Пірмухамедович (із пропаганди та агітації)
- 31 травня 1945 — 1948 — Шаріпов Манзар (3-й секретар)
- 5 червня 1946 — 23 вересня 1952 — Кульков Костянтин Григорович
- 1948 — 20 січня 1954 — Халікова Саїда Ахмедівна
- 8 червня 1952 — 23 вересня 1952 — Обносов Петро Степанович
- 20 січня 1954 — 31 березня 1955 — Ульджабаєв Турсунбай Ульджабайович
- 16 липня 1954 — 14 січня 1958 — Імамов Алікул
- 31 березня 1955 — 14 січня 1958 — Носенков Олександр Васильович
- 29 січня 1956 — 24 травня 1956 — Рахматов Мірзо
- 4 серпня 1956 — 2 березня 1966 — Заріпова Нізорамо
- 16 січня 1958 — 31 травня 1960 — Расулов Джабар Расулович
- 3 серпня 1960 — 18 серпня 1961 — Касимов Алібай
- 18 серпня 1961 — 1 жовтня 1973 — Ергашев Султан Бабайович
- 26 травня 1962 — 20 березня 1973 — Алієв Гулям Алійович
- 21 грудня 1962 — 14 липня 1965 — Асимов Мухамед Сайфітдінович
- 14 липня 1965 — 26 січня 1966 — Абдулхаков Нусратулло
- 3 березня 1966 — 13 грудня 1978 — Рахімова Ібодат
- 20 березня 1973 — 30 листопада 1983 — Бабаєв Мірзо Бабайович
- 22 листопада 1973 — 17 вересня 1983 — Дадабаєв Абдурахман Дадабайович
- 13 грудня 1978 — 1 серпня 1987 — Бобосадикова Гулджахон Бобоївна
- 17 вересня 1983 — 17 січня 1987 — Мірхаліков Темурбай Мірхалікович
- 30 листопада 1983 — 27 вересня 1986 — Насредінов Хікматулло Насредінович
- 27 вересня 1986 — 24 вересня 1988 — Вахідов Вахоб Вахідович
- 22 грудня 1987 — 3 серпня 1991 — Дадабаєв Абдурахман Дадабайович
- 7 квітня 1987 — 6 грудня 1989 — Веселков Геннадій Гаврилович
- 26 січня 1989 — травень 1990 — Аслонов Кадріддін Аслонович
- 6 грудня 1989 — вересень 1991 — Шабдолов Шоді Давлятович
- вересень 1990 — 3 серпня 1991 — Рахімова Біходжал Фатхітдінівна
- 3 серпня 1991 — вересень 1991 — Усманова Шарофат
- 3 серпня 1991 — вересень 1991 — Акілов Акіл Гайбуллайович